# Anaceratagallia
Anaceratagallia (лат.) — род цикадок из подсемейства Agalliinae отряда полужесткокрылые насекомые.

## Описание
Цикадки длиной около 2—4 мм. Коренастые, с довольно широким параллельно-сторонним или несколько расширенным посредине теменем. Для СССР указывался 1—2 вида. Род был впервые описан советским биологом Алексеем Алексеевичем Захваткиным в 1946 году.
Виды этого рода встречаются в Евразии и Африке.

## Перечень видов
- вид: Anaceratagallia aciculata (Horváth, 1894)
- вид: Anaceratagallia acuteangulata Zachvatkin, 1946
- вид: Anaceratagallia austriaca Wagner, 1955
- вид: Anaceratagallia camphorosmatis (Emeljanov, 1964)[5]
- вид: Anaceratagallia estonica Vilbaste, 1959
- вид: Anaceratagallia fragariae (Mitjaev, 1971)[6]
- вид: Anaceratagallia frisia (Wagner, 1939)
- вид: Anaceratagallia glabra Dmitriev, 2020[7]
  - syn.: Anaceratagallia laevis (Ribaut, 1935)
- вид: Anaceratagallia harrarensis (Melichar, 1911)
- вид: Anaceratagallia kerzhneri Emeljanov, 1988[8]
- вид: Anaceratagallia lithuanica Vilbaste, 1974
- вид: Anaceratagallia perarmata Dlabola, 1958
- вид: Anaceratagallia ribauti (Ossiannilsson, 1938)
- вид: Anaceratagallia uncigera (Ribaut, 1935)
- вид: Anaceratagallia venosa (Fourcroy, 1785)